# Shingo Matsuura
Shingo Matsuura (Japans: 松浦 伸吾, Matsuura Shingo) (Maizuru, 1979) is een Japans componist, musicus en bandoneonist.

## Levensloop
Matsuura studeerde compositie aan het Osaka College of Music in Osaka. Tot zijn leraren behoorden Yasuhiro Shinohara, Yoko Kubo (saxofoon), Kei Kondo (piano), Norio Kadona (compositie) en bij N. Marconi (bandoneon). Als componist won hij al verschillende prijzen zoals de All Japan Band Competition in 2003 en een 2e prijs tijdens het 71e Japan Music composition competition. Hij werd uitgenodigd tot concerten met zijn werken in Maleisië en India. 
Naast zijn werkzaamheden als freelance componist is hij ook bezig als technische assistent aan zijn Alma Mater, het Osaka College of Music en aan het bijhorende Muziek museum. 

## Composities

### Werken voor orkest
- 2002 Nude, voor viool en orkest

### Werken voor harmonieorkest
- 2002 Best Friend March[1]
- 2004 Overture for celebration
- 2006 Look young, mars
- 2008 Memory of Maizuru Bay
- 2010 Showgirl of the water bridge, ginkgo
- 2011-2012 March "Smiling Sky"

### Vocale muziek

#### Werken voor koor
- 2006 Aku hutan yang bermimpi, voor vrouwelijke zangstem, spreker, vrouwenkoor en piano - tekst: van de componist

#### Liederen
- 2009 Mika will be flat, voor zangstem en piano

### Kamermuziek
- 2006 Seagull, to sea with the Wind, voor altsaxofoon en piano
- 2008 Dream françoise, voor saxofoonkwartet
- 2009 ¿Como estas, mi amor?, voor sopraansaxofoon en piano
- 2011 Red in the Mist, voor viool en piano

### Werken voor celesta
- 2009 Time of Dewdrops, voor celesta solo

### Werken voor slagwerk
- 2004 Between the haze and to stardust, voor slagwerkensemble